# Фридрих Зигизмунд I (Золмс-Барут)
Фридрих Зигизмунд I фон Золмс-Барут (на немски: Friedrich Sigismund I zu Solms-Baruth; * 28 юни 1627 в Зоненвалде; † 7 януари 1696 в Барут) е граф на Золмс-Барут.
Той е син на граф Йохан Георг II фон Золмс-Барут (1591 – 1632) и съпругата му графиня Анна Мария фон Ербах-Фюрстенау (1603 – 1663), дъщеря на граф Фридрих Магнус фон Ербах и графиня Йохана Хенриета фон Йотинген-Йотинген.
Брат е на Йохан Август (1623 – 1680), граф на Золмс-Рьоделхайм-Асенхайм, Йохан Фридрих (1625 – 1696), граф на Золмс-Барут-Вилденфелс, и Йохан Георг III (1630 – 1690), граф на Золмс-Барут.

## Фамилия
Фридрих Зигизмунд I се жени на 21 септември 1666 г. за Ернестина фон Шьонбург-Валденбург-Хартенщайн (* 6 септември 1642 в Хартенщайн; † 31 март 1713 в Барут), дъщеря на фрайхер Ото Албрехт фон Шьонбург-Валденбург (1601 – 1681) и Ернестина Ройс-Гера (1618 – 1650). Те имат децата:
- Ото Албрехт (1667 – 1669)
- Елеонора Мария (1668 – 1671)
- Фридрих Зигизмунд II (1669 – 1737), граф на Золмс-Барут, женен I. в Барут на 19 април 1692 г. за Амалия Христиана фон Люцелбург (1675 – 1721), II. в Барут на 9 септември 1722 г. за графиня Ернестина Елизабет фон Золмс-Зоненвалде (1695 – 1730), III. на 22 ноември 1730 г. във Велда за Юлиана Доротея фон Щутерхайм (1694 – 1749)
- Йохан Кристиан I (1670 – 1726), граф на Золмс-Барут, женен в Артерн на 6 март 1697 г. за Хелена Констанция, графиня Хенкел фон Донерсмарк (1677 – 1753)
- София Юлиана (1672 – 1687)
- Агнес Христиана (1673 – 1674)
- Доротея Ернеста (1674 – 1679)
- Елеонора Христиана (1675 – 1676)
- Ердмута Амалия (1677 – 1736)
- Хедвиг Шарлотте (1678 – 1734), омъжена в Барут на 11 август 1706 г. за граф Венцел Лудвиг Хенкел, фрайхер фон Донерсмарк (1680 – 1734)
- син (1677)
- Йохан Вилхелм (1679 – 1681)
- Август Ернст (1681 – 1690)
- София Елеонора (1689)
- Йохан Георг (1690 – 1690)